# Phénylsodium
Le phénylsodium est un organosodique de formule chimique C6H5Na. Bien que ses propriétés chimiques soient semblables à celles du bromure de phénylmagnésium C6H5MgBr, le phénylsodium est bien moins utilisé que cet organomagnésien comme réactif de Grignard. L'existence du phénylsodium a été proposé par Kekulé après avoir observé la formation de benzoate de sodium C6H5COONa lors de la réaction du bromobenzène C6H5Br avec le sodium sous une atmosphère de dioxyde de carbone. La synthèse originale par transmétallation fait intervenir le diphénylmercure (C6H5)2Hg et le sodium pour donner une suspension de phénylsodium :
(C6H5)2Hg + 3 Na ⟶ 2 C6H5Na + NaHg.
Il est également possible de traiter un alkylsodium avec du benzène :
RNa + C6H6 ⟶ RH + C6H5Na.
Cette méthode peut également conduire à l'addition d'un second atome de sodium. Cette dimétallation se produit en position méta et para. L'emploi de certains alkylsodium tels que le pentylsodium C5H11Na favorise cet effet.
Une voie de synthèse courante utilise le bromobenzène avec du sodium en poudre :
C6H5Br + 2 Na ⟶ C6H5Na + NaBr.
Le rendement de cette méthode est réduit par la formation de diphényle à la suite de la réaction du phénylsodium avec l'halogénure d'aryle.
Enfin, il est également possible de faire réagir le phényllithium C6H5Li avec le tert-butylate de sodium NaOC(CH3)3 :
C6H5Li + NaOC(CH3)3 ⟶ C6H5Na + LiOC(CH3)3.